# イスマイリア
イスマイリア（Ismaïlia、アラビア語: الإسماعيلية al-Ismāʻīlīyah ）は、エジプトの都市。人口約75万人。イスマイリア県の県都。スエズ運河西岸、ティムサーハ湖の北西岸に位置する。アラビア語の発音はイスマーイーリーヤ（Ismāʻīlīyah）。日本ではイスマイリヤ、イスマイリーヤと表記されることもある。

## 概要
イスマイリアは1863年、スエズ運河が着工された際にフェルディナン・ド・レセップスによって建設された。レセップスはこの地に住んで運河建設の指揮を取り、現在も当時の家が残されている。街の名は、当時のエジプト副王イスマーイール・パシャの名からとられた。
1928年、この地でハサン・アル＝バンナーによりムスリム同胞団が結成された。
イスマイリアはスエズ運河のほぼ中間地点に位置し、またイスマイリア運河を通じてカイロとも連絡があり、さらに鉄道がカイロ、アレクサンドリア、ポートサイドに通じている交通の要衝である。スエズ運河の管理を担当するスエズ運河庁も、この町に置かれている。スエズ運河だけでなく、スエズから紅海の、ポートサイドからは地中海のそれぞれ海産物が集まるため、運河に接続する湖沿いの通りの両側には魚料理を扱うレストランが多数軒を連ねる。
第三次中東戦争の際、イスラエル軍の砲撃で大打撃を受け、さらにスエズ運河の閉鎖により経済的にも苦境に陥ったが、1975年の運河再開後は再び成長を続けている。カイロ-イスマイリア砂漠道路沿いにはチェックゲートとエジプト軍の東部方面隊本部があり、シナイ半島やイスラエル方面からの反社会的勢力や武器の流入を排除するために各所で厳重警備が敷かれている。
スエズ運河に面して風光明媚なことと、カイロより湿潤で気候が穏やかなことから、カイロの上流階級の中には避暑地と認識している人も多い。マンゴーの栽培で有名であり、マンゴーの季節になると郊外に繋がる各方面幹線道路沿いにマンゴーの露天販売店が軒を連ねる。カイロ市内ではシナイ半島産と比べイスマイリア産の方が高級品とされており、価格も高い。

## 教育
1976年にスエズ運河大学が設立された。

## スポーツ
サッカーのアル・イスマイリーSCのホームである。

## 出身著名人
- オスマーン・アフマド・オスマーン（英語版、アラビア語版） -　アラブコントラクターズ（英語版、アラビア語版）創業者